# Salix nakamurana
Salix nakamurana là một loài thực vật có hoa trong họ Liễu. Loài này được Koidz. miêu tả khoa học đầu tiên.

## Hình ảnh

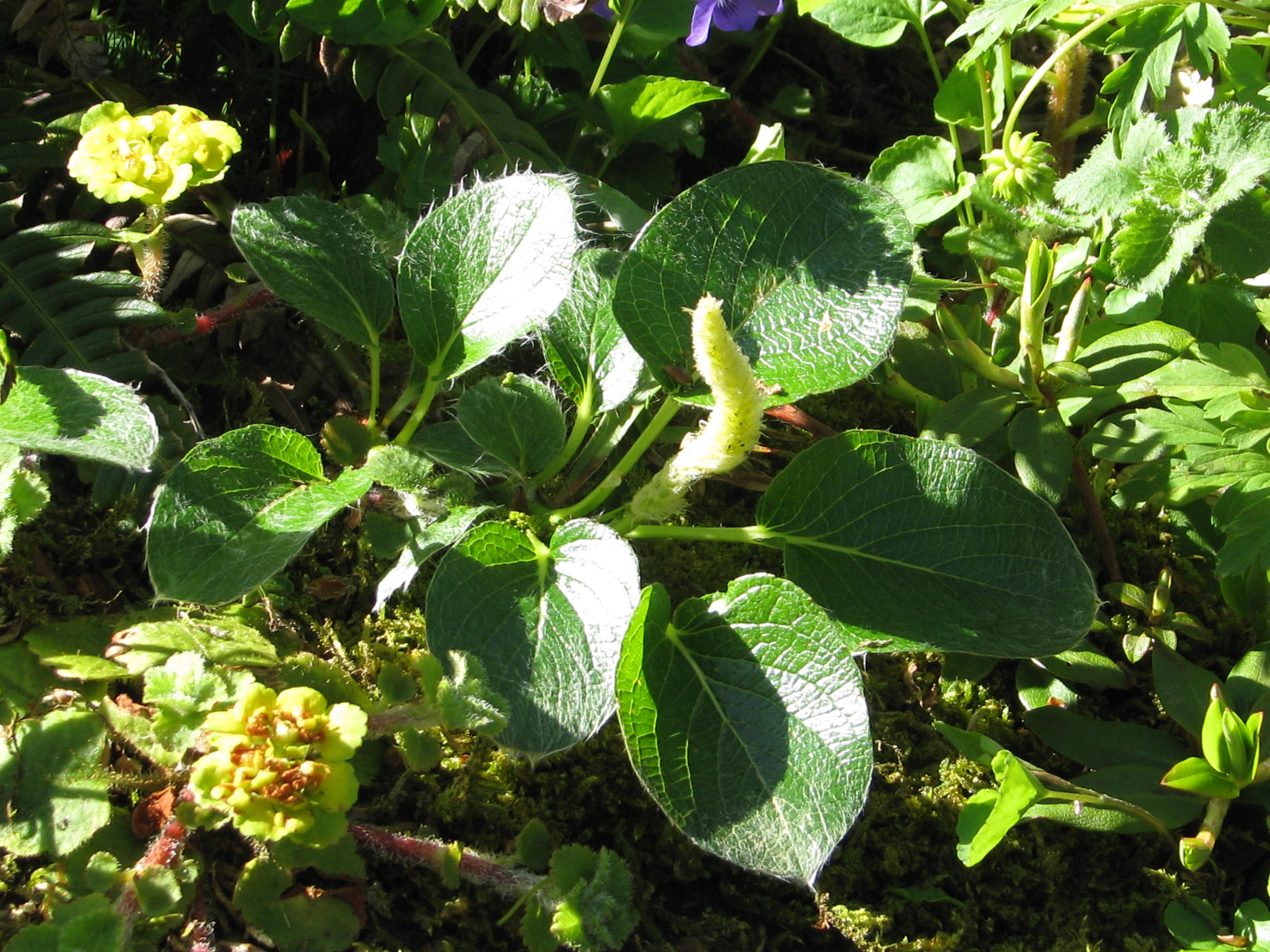